# Federazione calcistica delle Seychelles
La Federazione calcistica delle Seychelles (in inglese Seychelles Football Federation, acronimo SFF) è l'ente che governa il calcio nelle Seychelles.
Fondata nel 1979, si affiliò alla FIFA e alla CAF nel 1986. Ha sede nella capitale Port Victoria e controlla il campionato nazionale, la coppa nazionale e la Nazionale del paese.
Eddy Maillet, internazionale dal 2001, è l'attuale coordinatore arbitrale della federazione.